# De sibille van Tibur voorspelt de geboorte van Christus aan Augustus
De sibille van Tibur voorspelt de geboorte van Christus aan Augustus (Frans: Sibylle de Tibur annonçant à Auguste l'avènement du Christ) is een schilderij van Pietro da Cortona dat hij rond 1655-60 maakte. Het werk maakt sinds 1804 deel uit van de collectie van het Museum voor Schone Kunsten in Nancy.

## Herkomst
Het schilderij maakte deel uit van de beroemde decoratie van de galerij van het Parijse stadspaleis van Louis Phélypeaux de La Vrillère. Vanaf de jaren 1640 verzamelde deze rijke staatssecretaris onder Lodewijk XIII tien grote werken van Italiaanse schilders die toen als de grootste van hun tijd werden beschouwd. Deze doeken stelden gebeurtenissen uit de mythologie en de antieke tijd voor en waren geïntegreerd in het houtwerk van de galerij die bekend staat als de Gouden galerij. Van de tien werken waren er drie van Pietro da Cortona, de beroemdste Italiaanse schilder uit die periode. Deze schilderijen zijn verspreid geraakt over verschillende musea in Frankrijk. In de galerij van het paleis, tegenwoordig het hoofdkantoor van de Banque de France, hangen kopieën. 

## Voorstelling
De episode die op het schilderij is afgebeeld, komt uit een middeleeuws verhaal dat onder andere is opgetekend in de Legenda aurea. De Romeinse Senaat wilde Augustus vergoddelijken na zijn overwinningen. De keizer vraagt de sibille van Tibur om raad. Zij voorspelt de komst van een kind dat de Romeinse goden zal overtreffen. Op dat moment verschijnt er een visioen van Maria die Jezus vasthoudt in de hemel. Augustus knielt dan en ziet af van zijn vergoddelijking. Dit schilderij vertegenwoordigt de twee machten: de geestelijke, aan de top, waarachtig en zonder pracht en praal, domineert de tijdelijke macht, ondanks zijn pracht beperkt tot het lagere register. 
Dit schilderij is in barokstijl, zoals blijkt uit de pracht van de weergegeven voorwerpen en reliëfs, de rijkdom van het kleurenpalet en de theatraliteit van de compositie, georiënteerd rond een centrale diagonaal en versterkt door de decoraties, houdingen, gebaren en blikken. 